# Иллюзия с тенью на шахматной доске

Квадраты A и B — одинаково серыe

Иллюзия с тенью на шахматной доске (в некоторых источниках — иллюзия тени Адельсона) — оптическая иллюзия восприятия цвета, опубликованная профессором Массачусетского технологического института Эдвардом Адельсоном в 1995 году. На рисунке изображена шахматная доска, стоящий на ней цилиндр и тень, отбрасываемая цилиндром. На первый взгляд кажется, что клетки A и B разного цвета. Однако, на самом деле, чёрно-белые клетки — просто различные оттенки серых. «Белые» клетки под тенью (включая B) являются фактически точно тем же оттенком серого, как «чёрные» клетки снаружи.
Иллюзия работает благодаря контексту и нашему прошлому опыту. Шахматные клетки, обозначенные на рисунке буквами A и B, окрашены в один и тот же оттенок серого цвета, но благодаря контексту (окружающей обстановке), кажутся абсолютно разными.

## Доказательства
То, что обе клетки одинакового цвета, можно доказать с помощью одного из следующих методов:
- Открыть иллюзию в любом графическом редакторе и воспользоваться инструментом «пипетка».
- Использовать в качестве маски-трафарета лист картона, с прорезанными в нём отверстиями в местах расположения клеток A и B. С его помощью можно закрыть весь остальной контекст и избавиться от эффекта иллюзии.
- Соединить клетки прямоугольником того же цвета, как это показано на рисунке 3.
- Использовать фотометр.
- Распечатать изображение на принтере и вырезать эти клетки по контуру. После этого приложить их друг к другу[3].

Сам Адельсон на сайте МТИ так объясняет природу этой иллюзии:

Зрительная система служит для определения цвета объектов в окружающем нас мире. В данном случае задача — определить серый оттенок клетки на доске. Простого измерения количества света, идущего от поверхности (яркости), недостаточно: за счёт брошенной тени поверхность будет тусклой, белая поверхность в тени отражает меньше света, чем чёрная поверхность при полном освещении. Зрительная система использует несколько приёмов для определения местоположения теней и их компенсации, чтобы идентифицировать оттенок серого, принадлежащий конкретной поверхности.
Первый приём основан на локальном контрасте. В тени или нет, светлая клетка, окружённая более тёмными, будет восприниматься в среднем светлее обычного, и наоборот. На рисунке светлая шахматная клетка (В) в тени окружена более тёмными. Это приводит к тому, что клетка В кажется нам светлее. Тёмные же шахматные клетки, окружённые светлыми вне падающей тени, кажутся нам более тёмными.
Второй приём основан на том, что тени зачастую имеют размытые края, в то время как границы раскрашенных клеток имеют чёткие очертания. Зрительная система имеет тенденцию игнорировать постепенные изменения уровня освещённости, поэтому она может определить цвет поверхности, невзирая на тени. На этом рисунке тень выглядит тенью, поскольку она нечёткая, а сам объект, от которого падает тень, видимый.
Такому цветоощущению также способствует X-образное соединение четырёх соседних клеток. Такой тип сочетания, как правило, является сигналом, что все границы следует интерпретировать как изменения цвета, вне зависимости от того, в тени они или нет.
Как и во многих так называемых «иллюзиях», этот эффект в действительности демонстрирует успех, а не провал зрительной системы. Зрительная система не очень хороша в определении уровня освещенности, но это не её цель. Её важной задачей является декомпозиция изображения на значимые компоненты таким образом, чтобы человек мог правильно воспринимать природу объектов, видимых глазом.
Оригинальный текст (англ.)The visual system needs to determine the color of objects in the world. In this case the problem is to determine the gray shade of the checks on the floor. Just measuring the light coming from a surface (the luminance) is not enough: a cast shadow will dim a surface, so that a white surface in shadow may be reflecting less light than a black surface in full light. The visual system uses several tricks to determine where the shadows are and how to compensate for them, in order to determine the shade of gray «paint» that belongs to the surface.

The first trick is based on local contrast. In shadow or not, a check that is lighter than its neighboring checks is probably lighter than average, and vice versa. In the figure, the light check in shadow is surrounded by darker checks. Thus, even though the check is physically dark, it is light when compared to its neighbors. The dark checks outside the shadow, conversely, are surrounded by lighter checks, so they look dark by comparison.
A second trick is based on the fact that shadows often have soft edges, while paint boundaries (like the checks) often have sharp edges. The visual system tends to ignore gradual changes in light level, so that it can determine the color of the surfaces without being misled by shadows. In this figure, the shadow looks like a shadow, both because it is fuzzy and because the shadow casting object is visible.
The «paintness» of the checks is aided by the form of the «X-junctions» formed by 4 abutting checks. This type of junction is usually a signal that all the edges should be interpreted as changes in surface color rather than in terms of shadows or lighting.

As with many so-called illusions, this effect really demonstrates the success rather than the failure of the visual system. The visual system is not very good at being a physical light meter, but that is not its purpose. The important task is to break the image information down into meaningful components, and thereby perceive the nature of the objects in view.

1 Клетки A и B — одинакового цвета
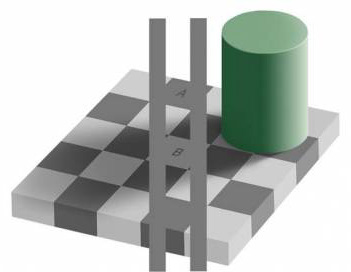
2 Если соединить клетки A и B двумя вертикальными полосами того же оттенка, становится очевидно, что A и B одного цвета
3 Клетки соединены прямоугольником того же цвета